# Новогрудский повет (1921—1940)
Новогру́дский повет (пол. Powiat nowogródzki) — административно-территориальная единица Новогрудского воеводства Польской республики. Административный центр — город Новогрудок.

## История
По словам современников Альфонса Крысинского и Виктора Ормицкого, территория повета входила в состав так называемой компактной беларуской области, то есть белорусы составляли на ней большинство населения.
Бывший уезд Минской губернии Российской империи. С апреля 1919 года занят польскими войсками. В 1919—1920 в составе Виленского округа Гражданского руководство восточных земель под польской администрацией.
По Рижскому мирному договору вместе со всей Западной Беларусией отошёл Польше. Создан 1 марта 1921 года.
В декабре 1919 года по данным Гражданского управления восточных земель в Новогрудском повете проживало 95 907 человек. На его территории находилось 696 населенных пунктов, в которых было от 1 до 5 тыс. жителей и одного свыше 5 тыс. жителей. Это был Новогрудок с 5096 жителями.
С 1924 по 1937 годы на территории повета действовала бригада Корпуса охраны границы «Новогрудок» с центром в Новогрудке и Баранавичах.
В июне 1938 года распоряжением министра внутренних дел гмины Кореличы, Любча, Почапово, Райца, Цирин и Щорсы включены в пограничную зону.
После присоединения Западной Беларуси к СССР Новогрудский повет 2 декабря 1939 года года вошёл в состав Баранавичской области. 15 января 1940 года года ликвидирован, территория поделена между новообразованными районами.
Состоял из 12 деревенских гмин и 1 города. Общая площадь повета была — 2930,2 км².

## Административное деление

### Гмины
- Гмина Гарадечна — центр Гарадечна
- Гмина Городище[4] — центр Городище
- Гмина Дворец[5] — центр Дворец
- Гмина Дятлово[5] — центр Дятлово
- Гмина Кореличи — центр Кореличи
- Гмина Кашалева — центр Кашалева
- Гмина Любча — центр Любча
- Гмина Негневичи — центр Негневичи
- Гмина Почапово — центр Почапово
- Гмина Райца — центр Юриздика, потом Райца
- Гмина Цирин — центр Цирин
- Гмина Щорсы — центр Щорсы
- Гмина Вселюб — центр Вселюб
- Гмина Еремичи[6] — усадьба Еремичи

### Города
- Новогрудок

## Население
Количество населения повета составляло — 109 820 человек, из них белорусов 58,8 %, поляков 35,4 %, евреев 5,5 %. 91,3 % населения проживало в деревнях. Насчитывалось 846 хозяйств осадников (1933 год).

## Экономика
Действовали предприятия по переработке местного сырья и продуктов сельским хозяйства, крупнейшее — стеклозавод «Неман».